# Ферапонт Белозерский
Ферапо́нт Белозе́рский, Ферапо́нт Можа́йский (в миру — Феодор Поскочин, 1337—1426) — святой Русской православной церкви, почитается как чудотворец. Основатель Белозерского Ферапонтова и Лужецкого Ферапонтова монастырей. Память совершается 27 мая и 27 декабря (по юлианскому календарю).
Согласно житию, монашеское служение начал в сорок лет в Симоновом монастыре в Москве, где провёл много времени в общении с Кириллом Белозерским и часто навещавшим Симонов монастырь Сергием Радонежским. После полученного Кириллом откровения о том, что ему с Ферапонтом следует оставить Симонову обитель и основать монастырь в Белозерье, они оба отправились на вологодскую землю и поселились в небольшой келье — в том месте, где позже образуется Кирилло-Белозерский монастырь. Через год Ферапонт покинул Кирилла и на расстоянии пятнадцати вёрст от прежней кельи (между озёрами Пасским и Бородавским) основал обитель, известную ныне как Ферапонтов Белозерский монастырь.
В те времена Белоозеро находилось в уделе можайского князя Андрея, сына Димитрия Донского. Желая основать в своём городе монастырь, князь отправил милостыню в Ферапонтову обитель и послание его настоятелю с просьбой прибыть в Можайск. По прибытии в Можайск Ферапонт после долгих уговоров согласился стать настоятелем нового монастыря. Лужецкий монастырь (так была названа новая обитель) на берегу Москвы-реки был основан в 1408 году, а в 1420 году в монастыре был выстроен каменный собор во имя Рождества Пресвятой Богородицы. Несмотря на постоянное желание возвратиться в Ферапонтов Белозерский монастырь, Ферапонт остался в Лужецком до своей смерти. Он умер в 1426 году на 90-м году жизни.
В 1547 году причислен к лику святых. Мощи святого Ферапонта покоятся в Храме Рождества Богородицы Лужецкого монастыря. Рядом с монастырём в деревне Исавицы находится источник с целебной водой — «Колодец святого Ферапонта», по преданию также открытый святым.